# Oyuki la vierge
Pour plus de détails, voir Fiche technique et Distribution.
Oyuki la vierge (マリヤのお雪, Maria no Oyuki) est un film japonais de Kenji Mizoguchi sorti en 1935, adapté de la nouvelle Boule de suif de Guy de Maupassant.

## Synopsis
Sud-ouest du Japon, 1877, durant la rébellion de Satsuma. L'armée gouvernementale marche contre les rebelles du clan Satsuma. La petite ville de Hitoyoshi est assiégée et tombe entre les mains des forces gouvernementales qui réquisitionnent des vivres auprès des habitants encore sur place. Fuyant les combats, un groupe de dignitaires de la ville se retrouve en compagnie de Oyuki et Orin, deux prostituées d'origine paysanne à l'arrière de la diligence de Gisuke, l'un des tout derniers moyens de transport encore disponible en ville. Ils sont rejoints un peu plus tard par un étrange prêtre.
Outrés de la présence de prostitués à leurs côtés, les dignitaires raillent les conditions sociales des deux jeunes femmes et tentent de les faire descendre de la diligence mais Gisuke s'y oppose fermement. Le véhicule file à bride abattue et parvint à traverser la ligne de front mais il finit par perdre une roue et par se renverser sans faire de blessé ; toutefois, les dégâts sont importants et il faut du temps pour les réparations. Isolés en pleine campagne et sans nourriture, la faim fait son apparition et le rapport de force bascule car seules Oyuki et Orin ont eu la présence d'esprit d'emporter des provisions. La proposition de racheter ces précieuses boulettes de riz est sèchement déclinée par Orin, mais Oyuki prend en pitié ces nobles qui la raillaient encore un peu plus tôt et partage sa pitance avec eux.
De son côté, le prêtre, qui se révèle être l'espion Sadohara à la solde de Satsuma, n'a pas attendu les réparations et a repris seul sa route à pied. Poursuivi par les hommes du général Shingo Asakura, il est rattrapé et fait prisonnier. La troupe gouvernementale qui a aussi capturé les passagers de la diligence s'installe pour la nuit. Asakura fait exécuter Sadohara mais face aux dignitaires, il clame son admiration pour cet homme qui s'est bravement battu pour ses convictions et affiche son profond dédain pour ces couards nobliaux en fuite. Il intime l'ordre de faire venir à lui Ochie, la jeune fille du marchand pour la nuit. Alors que celle-ci s'effondre en larmes, les autres la poussent à se sacrifier pour les sauver tous.
Orin, que le discours d'Asakura n'a pas laissé indifférente se propose pour remplacer la jeune fille auprès du général mais ce dernier la rejette. C'est Oyuki, plus douce que sa comparse et qui avait récité une prière chrétienne lors de l’exécution de Sadohara qui parvient à toucher Asakura et à prendre la place d'Ochie. Le lendemain matin, des ordres de mouvement tombent pour la troupe. Asakura et Oyuki font leurs adieux. Libre de poursuivre sa route, la diligence et ses passagers arrivent en bord de mer jusqu'au ferry qui les mettra en sécurité. Mais au moment de monter dans le ferry, les passeurs refusent l'accès aux deux prostituées. Pas un des dignitaires qui les ont accompagnées ne lève le petit doigt pour intercéder en leur faveur. Abandonnées sur la rive, Oyuki et Orin décident de retourner là d'où elles viennent.
À Hitoyoshi, les deux jeunes femmes qui tant bien que mal remettent de l'ordre dans l'auberge qui les employait apprennent que des troupes gouvernementales ont été défaites par les rebelles et qu'un général est en fuite. Elles finissent par découvrir Asakura blessé. D'abord furieuse au souvenir de son rejet, Orin veut le livrer aux rebelles, mais Oyuki la convainc que toutes deux sont en fait tombées amoureuses d’Akasura mais que cet amour est vain car elles n'appartiennent pas au même monde, et elles l'aident à s’échapper.

## Fiche technique
- Titre : Oyuki la vierge
- Titre original : マリヤのお雪 (Maria no Oyuki?)
- Réalisation : Kenji Mizoguchi

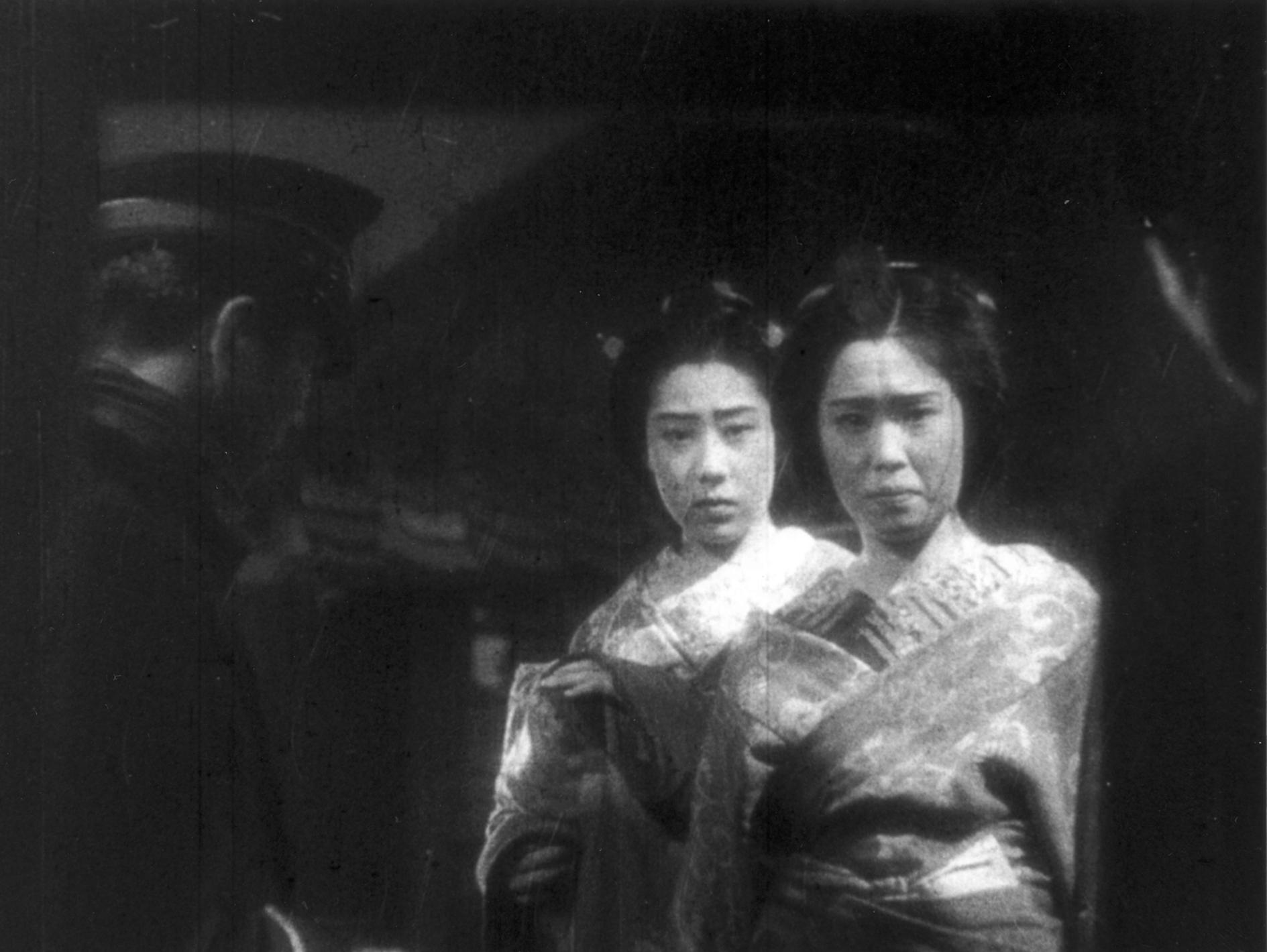
Isuzu Yamada et Komako Hara dans Oyuki la vierge.

- Scénario : Matsutarō Kawaguchi et Tatsunosuke Takashima d'après Boule de suif de Guy de Maupassant
- Photographie : Minoru Miki
- Musique : Kōichi Takagi
- Producteurs : Masaichi Nagata
- Sociétés de production : Daiichi Eiga
- Pays d'origine :  Empire du Japon
- Langue originale : japonais
- Format : noir et blanc - 1,37:1 - 35 mm - son mono
- Genre : drame ; jidai-geki ; film historique
- Durée : 78 minutes (métrage : dix bobines - 2 370 m[1])
- Dates de sortie :
  - Empire du Japon : 30 mai 1935[1]
  - France : 13 octobre 1993[2],[3]

## Distribution
- Isuzu Yamada : Oyuki
- Komako Hara : Okin

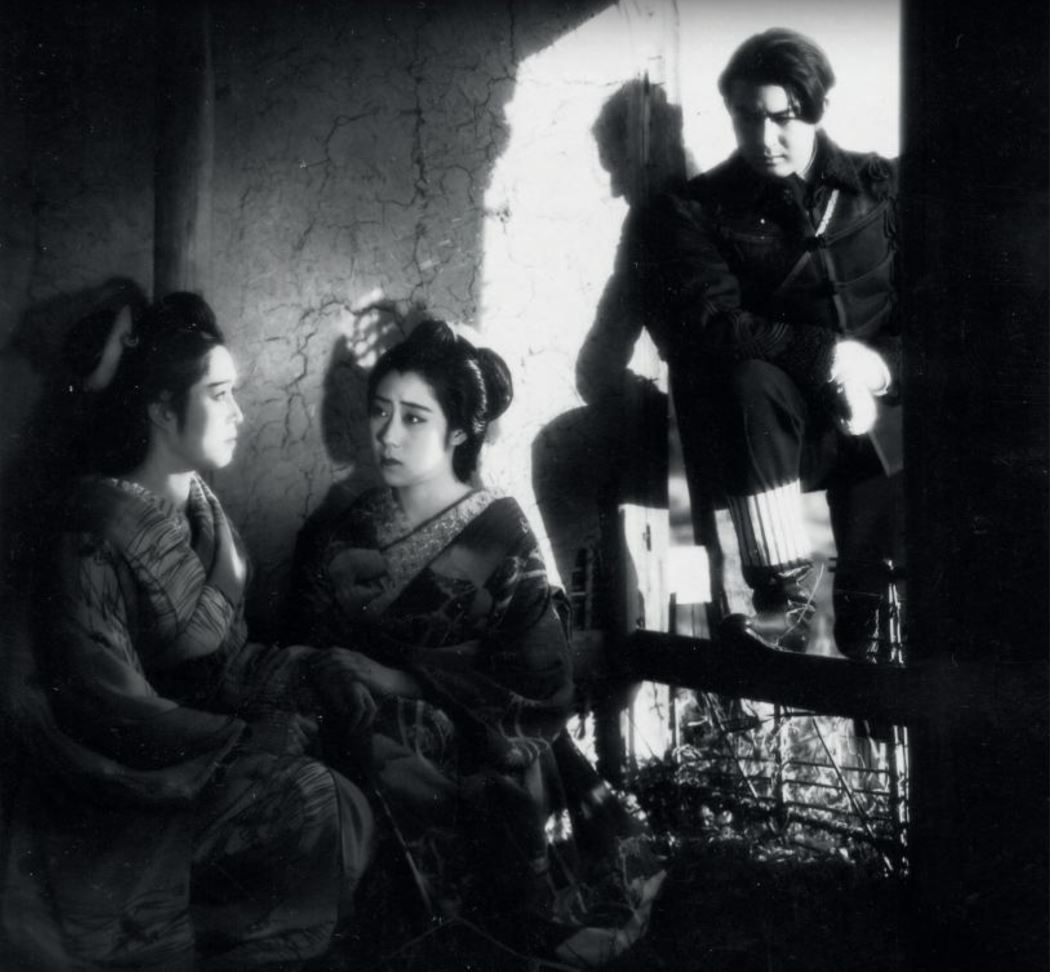
Scène du film avec Komako Hara, Isuzu Yamada et Daijirō Natsukawa.

- Daijirō Natsukawa : le général Shingo Asakura
- Eiji Nakano : Kensuke Sadohara
- Kinue Utagawa : Ochie
- Kasuke Koizumi : Gisuke
- Yōko Umemura : Michiko Yokoi
- Keiji Oizumi : Yoemon Kurachi
- Arata Shibata : Keishiro Yokoi
- Tōichirō Negishi : Sobee Gonda
- Shizuko Takizawa : Osei Gonda
- Tadashi Torii : un colonel

## Commentaire
Kenji Mizoguchi fera en 1953 une autre adaptation d'une nouvelle de l'écrivain français, avec ses Contes de la lune vague après la pluie dont le scénario est rédigé d'après deux récits du recueil Contes de pluie et de lune d'Ueda Akinari et d'une nouvelle de Guy de Maupassant.